# Nika Dzalamidze
Nikoloz „Nika” Dzalamidze (gruz. ნიკოლოზ „ნიკა“ ძალამიძე, ur. 6 stycznia 1992 w Oczamczyrze) – gruziński piłkarz występujący na pozycji pomocnika, reprezentant Gruzji w latach 2012–2015.

## Kariera
Dzalamidze jest wychowankiem zespołu SK Zugdidi, w którego barwach rozegrał 49 spotkań w Umaglesi Lidze. 18 grudnia 2009 został wypożyczony do rosyjskiego CSKA Moskwa, gdzie grał w zespole młodzieżowym. 13 lutego 2011 został ponownie wypożyczony, tym razem do Widzewa Łódź. W barwach nowego klubu zadebiutował 27 lutego w meczu z Lechem Poznań (0:1). Już w drugim spotkaniu rozegranym w barwach Widzewa (z Koroną Kielce) zdobył swoją pierwszą bramkę dla łódzkiego zespołu, zaliczył też dwie asysty. Pod koniec okresu wypożyczenia Widzew nie zdecydował się wykupić młodego zawodnika z gruzińskiego klubu, a Dzalamidze został przesunięty do zespołu Młodej Ekstraklasy.
W grudniu 2011 roku podpisał czteroletni kontrakt z Jagiellonią Białystok. Umowa zaczęła obowiązywać od 1 stycznia 2012. W nowym zespole zadebiutował 20 lutego w meczu z Koroną Kielce (0:2).

## Kariera piłkarska
Aktualne na 1 czerwca 2018:
| Sezon       | Klub                  | Kraj    | Rozgrywki               | Mecze | Bramki |
| ----------- | --------------------- | ------- | ----------------------- | ----- | ------ |
| 2007/08     | Baia Zugdidi          | Gruzja  | Meore Liga              | 17    | 5      |
| 2008/09     | Baia Zugdidi          | Gruzja  | Pirveli Liga            | 21    | 8      |
| 2009/10 (j) | Baia Zugdidi          | Gruzja  | Umaglesi Liga           | 11    | 2      |
| 2010        | CSKA Moskwa (U-21)    | Rosja   | Młodzieżowe Mistrzostwa | 21    | 2      |
| 2010/11 (w) | Widzew Łódź           | Polska  | Ekstraklasa             | 14    | 2      |
| 2011/12 (j) | Widzew Łódź           | Polska  | Ekstraklasa             | 13    | 1      |
| 2011/12 (w) | Jagiellonia Białystok | Polska  | Ekstraklasa             | 11    | 0      |
| 2012/13     | Jagiellonia Białystok | Polska  | Ekstraklasa             | 15    | 4      |
| 2013/14     | Jagiellonia Białystok | Polska  | Ekstraklasa             | 14    | 0      |
| 2014/15     | Jagiellonia Białystok | Polska  | Ekstraklasa             | 33    | 3      |
| 2015/16 (j) | Jagiellonia Białystok | Polska  | Ekstraklasa             | 1     | 0      |
| 2015/16     | Çaykur Rizespor       | Turcja  | Süper Lig               | 6     | 0      |
| 2016/17     | Górnik Łęczna         | Polska  | Ekstraklasa             | 11    | 0      |
| 2017/18     | Juventus Bukareszt    | Rumunia | Liga I                  | 10    | 2      |
| 2018        | Dinamo Tbilisi        | Gruzja  | Erownuli Liga           | 9     | 1      |
| 2018/19     | Bałtika Kaliningrad   | Rosja   | Pierwyj diwizion        | 14    | 1      |
| 2019/20     | FC Rustawi            | Gruzja  | Erownuli Liga           | 10    | 0      |

## Kariera reprezentacyjna
Dzalamidze występował w młodzieżowych kadrach Gruzji. W 2011 roku zagrał w rozgrywanym w Austrii Turnieju Czterech Narodów, w którym występują reprezentacje narodowe U-21. Gruzin pojawił się na boisku w spotkaniach z Izraelem, Albanią oraz Rumunią. Gruzja przegrała wszystkie mecze w swojej grupie.
24 maja 2012 Dzalamidze zadebiutował w seniorskiej reprezentacji w przegranym 1:3 towarzyskim meczu z Turcją.